# Stumpffia helenae
Stumpffia helenae är en groddjursart som beskrevs av Denis Vallan 2000. Stumpffia helenae ingår i släktet Stumpffia och familjen Microhylidae. IUCN kategoriserar arten globalt som akut hotad. Inga underarter finns listade i Catalogue of Life.